# Готем (кінопремія)
«Готем» (англ. Gotham Awards) — американська кінопремія, яка щорічно вручається за досягнення в галузі американського незалежного кіновиробництва на церемонії в Нью-Йорку (вперше жартівливим прізвиськом «Ґотем» назвав Нью-Йорк Вашингтон Ірвінг у випуску свого сатиричного часопису «Салмагунді» (англ. Salmagundi) від 11 листопада 1807 року). Заснована Незалежним проектом кіновиробників (англ. Independent Filmmaker Project, IFP), «найчисельнішою організацією незалежного кіно в Сполучених Штатах» (заснована в 1979 році). Нагороди були започатковані у 1991 році як засіб демонстрації і вшанування фільмів, створених в основному в північно-східному регіоні Сполучених Штатів.

## Церемонії нагородження
| Церемонія | Дата проведення   | Найкращий фільм                                           |
| --------- | ----------------- | --------------------------------------------------------- |
| 1-ша      |                   | ×                                                         |
| 2-га      |                   | ×                                                         |
| 3-тя      |                   | ×                                                         |
| 4-та      |                   | ×                                                         |
| 5-та      |                   | ×                                                         |
| 6-та      |                   | ×                                                         |
| 7-ма      |                   | ×                                                         |
| 8-ма      | 23 вересня 1998   | ×                                                         |
| 9-та      | 22 вересня 1999   | ×                                                         |
| 10-та     | 20 вересня 2000   | ×                                                         |
| 11-та     | 1 жовтня 2001     | ×                                                         |
| 12-та     | 26 вересня 2002   | ×                                                         |
| 13-та     | 22 вересня 2003   | ×                                                         |
| 14-та     | 1 грудня 2004     | На узбіччі / Sideways                                     |
| 15-та     | 30 листопада 2005 | Капоте / Capote                                           |
| 16-та     | 29 листопада 2006 | Напів-Нельсон / Half Nelson                               |
| 17-та     | 27 листопада 2007 | Тепер я йду в дику далечінь / Into the Wild               |
| 18-та     | 2 грудня 2008     | Замерзла річка / Frozen River                             |
| 19-та     | 30 листопада 2009 | Володар бурі / The Hurt Locker                            |
| 20-та     | 29 листопада 2010 | Зимова кістка / Winter's Bone                             |
| 21-ша     | 28 листопада 2011 | Початківці (Beginners) / Древо життя (The Tree of Life)   |
| 22-га     | 26 листопада 2012 | Королівство повного місяця / Moonrise Kingdom             |
| 23-тя     | 2 грудня 2013     | Всередині Л'юіна Девіса / Inside Llewyn Davis             |
| 24-та     | 1 грудня 2014     | Бердмен / Birdman                                         |
| 25-та     | 30 листопада 2015 | У центрі уваги / Spotlight                                |
| 26-та     | 28 листопада 2016 | Місячне сяйво / Moonlight                                 |
| 27-ма     | 27 листопада 2017 | Назви мене своїм ім'ям / Call Me by Your Name             |
| 28-а      | 26 листопада 2018 | Наїзник / The Rider                                       |
| 29-та     | 2 грудня 2019     | Шлюбна історія / Marriage Story                           |
| 30-та     | 11 січня 2021     | Земля кочовиків / Nomadland                               |
| 31-ша     | 29 листопада 2021 | Незнайома дочка / The Lost Daughter                       |
| 32-га     | 28 листопада 2022 | Все завжди і водночас / Everything Everywhere All at Once |
| 33-тя     | 27 листопада 2023 | Минулі життя / Past Lives                                 |
| 34-тя     | 2 грудня 2024     | Інша людина / A Different Man                             |